# قصر علي آيت الحاج
قصر علي آيت الحاج هو قصرٌ (قريةٌ محصنة) في المغرب، يقعُ في منطقة جهة درعة تافيلالت. بني هذا القصر بتقنية التربة المدكوكة، حيثُ استعمل فيه الطين.